# Torrent de Canyelles
El torrent de Canyelles és un curs d'aigua al vessant barceloní de la serra de Collserola. Té la conca de recepció entre el turó d'en Segarra i el turó de Roquetes, al barri de Torre Baró, recull les aigües de la Font Nova de Canyelles i la Font Vella de Canyelles, al barri de Les Roquetes, on hi ha el col·lector que envia les aigües pluvials al clavegueram. El curs seguia per l'actual carrer d'Artesania fins a desembocar a la riera de Sant Andreu, a l'actual parc de la Guineueta, a la cruïlla del carrer del Castor, rambla del Caçador i carrer de l'Esquirol Volador, al barri de La Guineueta.
L'actual carrer de la Font de Canyelles era el camí que anava des de Sant Andreu de Palomar fins a la Font Nova de Canyelles, transcorrent paral·lel al torrent de Canyelles per tal d'evitar els barrancs.